# Elton John/Diskografie
Diese Diskografie ist eine Übersicht über die musikalischen Werke des britischen Sängers, Komponisten und Pianisten Elton John. Den Quellenangaben zufolge hat er bisher 350 bis 450 Millionen Tonträger verkauft, davon alleine in seiner Heimat über 51,9 Millionen. Seine erfolgreichste Veröffentlichung ist die Single Candle in the Wind 1997 mit über 37 Millionen verkauften Einheiten. Elton John ist mit über 11,8 Millionen verkauften Tonträgern einer der Interpreten mit den meisten verkauften Tonträgern in Deutschland.

## Alben
Zweimal wurden Alben mit demselben Titel, aber unterschiedlichem Inhalt veröffentlicht:
- Love Songs (1982/1996) und
- The Very Best of Elton John (1980/1990)

### Studioalben
| Jahr | Titel Musiklabel                                                        | Höchstplatzierung, Gesamtwochen/‑monate, AuszeichnungChartplatzierungen (Jahr, Titel, Musiklabel, Platzierungen, Wochen/Monate, Auszeichnungen, Anmerkungen) | Höchstplatzierung, Gesamtwochen/‑monate, AuszeichnungChartplatzierungen (Jahr, Titel, Musiklabel, Platzierungen, Wochen/Monate, Auszeichnungen, Anmerkungen) | Höchstplatzierung, Gesamtwochen/‑monate, AuszeichnungChartplatzierungen (Jahr, Titel, Musiklabel, Platzierungen, Wochen/Monate, Auszeichnungen, Anmerkungen) | Höchstplatzierung, Gesamtwochen/‑monate, AuszeichnungChartplatzierungen (Jahr, Titel, Musiklabel, Platzierungen, Wochen/Monate, Auszeichnungen, Anmerkungen) | Höchstplatzierung, Gesamtwochen/‑monate, AuszeichnungChartplatzierungen (Jahr, Titel, Musiklabel, Platzierungen, Wochen/Monate, Auszeichnungen, Anmerkungen) | Anmerkungen |
| Jahr | Titel Musiklabel                                                        | DE | AT | CH | UK | US | Anmerkungen |
| ---- | ----------------------------------------------------------------------- | --- | --- | --- | --- | --- | --- |
| 1969 | Empty Sky DJM Records (Dick James Music)                                | — | — | — | — | US6 (18 Wo.)US | Erstveröffentlichung: 3. Juni 1969 Charteinstieg US: 1975 |
| 1970 | Elton John DJM Records (Dick James Music)                               | — | — | — | UK5 (22 Wo.)UK | US4 Gold · (… Wo.)US | Erstveröffentlichung: 10. April 1970 Platz 468 der Rolling-Stone-500 Verkäufe: + 1.507.500 |
| 1970 | Tumbleweed Connection DJM Records (Dick James Music)                    | — | — | — | UK2 Silber · (20 Wo.)UK | US5 Platin · (37 Wo.)US | Erstveröffentlichung: 30. Oktober 1970 Platz 463 der Rolling-Stone-500 Verkäufe: + 2.000.000 |
| 1971 | Madman Across the Water DJM Records (Dick James Music)                  | DE32 (1 Wo.)DE | — | CH53 (1 Wo.)CH | UK41 Silber · (3 Wo.)UK | US8 ×3Dreifachplatin · (52 Wo.)US | Erstveröffentlichung: 5. November 1971 Charteinstieg DE/CH: 2022 Verkäufe: + 4.000.000 |
| 1972 | Honky Château DJM Records (Dick James Music)                            | DE43 (½ Mt.)DE | — | CH99 (1 Wo.)CH | UK2 Silber · (24 Wo.)UK | US1 Platin · (61 Wo.)US | Erstveröffentlichung: 19. Mai 1972 /Platz 357 der Rolling-Stone-500 Charteinstieg CH: 2023 Verkäufe: + 2.000.000                                                                                                 |
| 1973 | Don’t Shoot Me I’m Only the Piano Player DJM Records (Dick James Music) | DE16 (1½ Mt.)DE | — | — | UK1 Silber · (42 Wo.)UK | US1 ×3Dreifachplatin · (89 Wo.)US | Erstveröffentlichung: 22. Januar 1973 Verkäufe: + 4.000.000 |
| 1973 | Goodbye Yellow Brick Road DJM Records (Dick James Music)                | DE41 (1 Mt.)DE | — | — | UK1 ×2Doppelplatin · (102 Wo.)UK | US1 ×8Achtfachplatin · (111 Wo.)US | Erstveröffentlichung: 5. Oktober 1973 Platz 91 der Rolling-Stone-500 / Grammy Hall of Fame Verkäufe: + 30.000.000                                                                                                |
| 1974 | Caribou DJM Records (Pye)                                               | DE30 (1 Mt.)DE | — | — | UK1 Gold · (18 Wo.)UK | US1 ×2Doppelplatin · (54 Wo.)US | Erstveröffentlichung: 28. Juni 1974 Verkäufe: + 2.100.000 |
| 1975 | Captain Fantastic and the Brown Dirt Cowboy DJM Records (Pye)           | DE22 (3 Wo.)DE | AT7 (2 Mt.)AT | — | UK2 Gold + Silber (Wiederveröffentlichung) · (24 Wo.)UK | US1 ×3Dreifachplatin · (43 Wo.)US | Erstveröffentlichung: 19. Mai 1975, Wiederveröffentlichung: 31. Dezember 1993 das erste Album der US-Chartgeschichte, das in den USA auf Platz 1 einstieg Platz 158 der Rolling-Stone-500; Verkäufe: + 3.160.000 |
| 1975 | Rock of the Westies DJM Records (Pye)                                   | DE33 (1 Wo.)DE | — | — | UK5 Gold · (12 Wo.)UK | US1 Platin · (26 Wo.)US | Erstveröffentlichung: 24. Oktober 1975 Verkäufe: + 1.207.500 |
| 1976 | Blue Moves The Rocket Record Company (EMI)                              | DE39 (1 Mt.)DE | — | — | UK3 Gold · (15 Wo.)UK | US3 Platin · (22 Wo.)US | Erstveröffentlichung: 22. Oktober 1976 Verkäufe: + 1.350.000 |
| 1978 | A Single Man The Rocket Record Company (Phonogram)                      | DE17 (4 Mt.)DE | — | — | UK8 Gold · (26 Wo.)UK | US15 Platin · (18 Wo.)US | Erstveröffentlichung: 10. Oktober 1978 Verkäufe: + 1.370.000 |
| 1979 | Victim of Love The Rocket Record Company (Phonogram)                    | — | — | — | UK41 (3 Wo.)UK | US35 (10 Wo.)US | Erstveröffentlichung: 13. Oktober 1979 Verkäufe: + 50.000 |
| 1980 | 21 at 33 The Rocket Record Company (Phonogram)                          | DE21 (23 Wo.)DE | — | — | UK12 (13 Wo.)UK | US13 Gold · (21 Wo.)US | Erstveröffentlichung: 13. Mai 1980 Verkäufe: + 710.000 |
| 1981 | The Fox The Rocket Record Company (Phonogram)                           | DE34 (13 Wo.)DE | AT11 (1 Mt.)AT | — | UK12 Silber · (12 Wo.)UK | US21 (19 Wo.)US | Erstveröffentlichung: 20. Mai 1981 Verkäufe: + 60.000 |
| 1982 | Jump Up! The Rocket Record Company (Phonogram)                          | DE47 (10 Wo.)DE | — | — | UK13 Silber · (12 Wo.)UK | US17 Gold · (33 Wo.)US | Erstveröffentlichung: 9. April 1982 Verkäufe: + 630.000 |
| 1983 | Too Low for Zero The Rocket Record Company (Phonogram)                  | DE5 Gold · (62 Wo.)DE | — | CH6 Gold · (16 Wo.)CH | UK7 Platin · (73 Wo.)UK | US25 Platin · (54 Wo.)US | Erstveröffentlichung: 23. Mai 1983 Verkäufe: + 2.415.000 |
| 1984 | Breaking Hearts The Rocket Record Company (Phonogram)                   | DE5 (22 Wo.)DE | AT4 (2½ Mt.)AT | CH1 Gold · (18 Wo.)CH | UK2 Gold · (23 Wo.)UK | US20 Platin · (34 Wo.)US | Erstveröffentlichung: 9. Juli 1984 Verkäufe: + 1.145.000 |
| 1985 | Ice on Fire The Rocket Record Company (Phonogram)                       | DE5 Gold · (26 Wo.)DE | AT9 Gold · (7 Mt.)AT | CH2 ×2Doppelplatin · (28 Wo.)CH | UK3 Platin · (23 Wo.)UK | US48 Gold · (28 Wo.)US | Erstveröffentlichung: 7. November 1985 Verkäufe: + 1.470.000 |
| 1986 | Leather Jackets The Rocket Record Company (Phonogram)                   | DE21 (7 Wo.)DE | AT22 (1½ Mt.)AT | CH13 Gold · (6 Wo.)CH | UK24 Gold · (9 Wo.)UK | US91 (9 Wo.)US | Erstveröffentlichung: 15. Oktober 1986 Verkäufe: + 135.000 |
| 1988 | Reg Strikes Back The Rocket Record Company (Phonogram)                  | DE18 (15 Wo.)DE | AT13 (4 Mt.)AT | CH5 (11 Wo.)CH | UK18 Silber · (6 Wo.)UK | US16 Gold · (29 Wo.)US | Erstveröffentlichung: 24. Juni 1988 Verkäufe: + 1.395.000 |
| 1989 | Sleeping with the Past The Rocket Record Company (Phonogram)            | DE9 Gold · (52 Wo.)DE | AT5 (27 Wo.)AT | CH1 ×2Doppelplatin · (24 Wo.)CH | UK1 ×3Dreifachplatin · (42 Wo.)UK | US23 Platin · (53 Wo.)US | Erstveröffentlichung: 29. August 1989 Verkäufe: + 3.545.000 |
| 1992 | The One The Rocket Record Company (Phonogram)                           | DE1 Gold · (33 Wo.)DE | AT1 Platin · (18 Wo.)AT | CH1 ×2Doppelplatin · (23 Wo.)CH | UK2 Gold · (18 Wo.)UK | US8 ×2Doppelplatin · (53 Wo.)US | Erstveröffentlichung: 23. Juni 1992 Verkäufe: + 4.045.000 |
| 1993 | Duets The Rocket Record Company (Phonogram)                             | DE10 (17 Wo.)DE | AT1 Platin · (17 Wo.)AT | CH3 Platin · (26 Wo.)CH | UK5 Platin · (19 Wo.)UK | US25 Platin · (22 Wo.)US | Erstveröffentlichung: 22. November 1993 Verkäufe: + 1.980.000 |
| 1995 | Made in England The Rocket Record Company (William A. Bong)             | DE4 Gold · (26 Wo.)DE | AT1 Platin · (22 Wo.)AT | CH1 Platin · (25 Wo.)CH | UK3 Gold · (14 Wo.)UK | US13 Platin · (46 Wo.)US | Erstveröffentlichung: 17. März 1995 Verkäufe: + 2.307.500 |
| 1997 | The Big Picture The Rocket Record Company (William A. Bong)             | DE8 (17 Wo.)DE | AT1 Gold · (16 Wo.)AT | CH1 Platin · (22 Wo.)CH | UK3 Platin · (25 Wo.)UK | US9 Platin · (23 Wo.)US | Erstveröffentlichung: 22. September 1997 Verkäufe: + 2.195.000 |
| 2001 | Songs from the West Coast Mercury Records (UMG)                         | DE14 (7 Wo.)DE | AT15 (7 Wo.)AT | CH7 Gold · (9 Wo.)CH | UK2 ×2Doppelplatin · (35 Wo.)UK | US15 Gold · (24 Wo.)US | Erstveröffentlichung: 1. Oktober 2001 Verkäufe: + 1.679.000 |
| 2004 | Peachtree Road Mercury Records (UMG)                                    | DE31 (5 Wo.)DE | AT27 (5 Wo.)AT | CH11 Gold · (8 Wo.)CH | UK21 Gold · (10 Wo.)UK | US17 Gold · (10 Wo.)US | Erstveröffentlichung: 7. November 2004 Verkäufe: + 640.000 |
| 2006 | The Captain & the Kid Mercury Records (UMG)                             | DE25 (4 Wo.)DE | AT37 (2 Wo.)AT | CH10 (6 Wo.)CH | UK6 Silber · (4 Wo.)UK | US18 (6 Wo.)US | Erstveröffentlichung: 15. September 2006 Verkäufe: + 211.000 |
| 2013 | The Diving Board Mercury Records (UMG)                                  | DE11 (3 Wo.)DE | AT13 (3 Wo.)AT | CH7 (6 Wo.)CH | UK3 Silber · (11 Wo.)UK | US4 (8 Wo.)US | Erstveröffentlichung: 13. September 2013 Verkäufe: + 444.000 |
| 2016 | Wonderful Crazy Night Mercury Records (UMG)                             | DE10 (3 Wo.)DE | AT8 (3 Wo.)AT | CH7 (7 Wo.)CH | UK6 (5 Wo.)UK | US8 (4 Wo.)US | Erstveröffentlichung: 5. Februar 2016 |
| 2021 | Regimental Sgt. Zippo Rocket Entertainment (UMG)                        | — | — | CH96 (1 Wo.)CH | — | US197 (1 Wo.)US | Erstveröffentlichung: 12. Juni 2021 ursprünglich geplantes Debütalbum, aufgenommen 1967/68, veröffentlicht anlässlich des Record Store Days 2021 auf Vinyl in der Schweiz erst 2022 in den Charts                |
| 2021 | The Lockdown Sessions Rocket Entertainment (UMG)                        | DE5 (12 Wo.)DE | AT6 (8 Wo.)AT | CH4 Gold · (12 Wo.)CH | UK1 Gold · (14 Wo.)UK | US10 (30 Wo.)US | Erstveröffentlichung: 22. Oktober 2021 Verkäufe: + 150.000 |

grau schraffiert: keine Chartdaten aus diesem Jahr verfügbar

### Gemeinschaftsalben
| Jahr | Titel Musiklabel                                   | Höchstplatzierung, Gesamtwochen, AuszeichnungChartplatzierungen (Jahr, Titel, Musiklabel, Platzierungen, Wochen, Auszeichnungen, Anmerkungen) | Höchstplatzierung, Gesamtwochen, AuszeichnungChartplatzierungen (Jahr, Titel, Musiklabel, Platzierungen, Wochen, Auszeichnungen, Anmerkungen) | Höchstplatzierung, Gesamtwochen, AuszeichnungChartplatzierungen (Jahr, Titel, Musiklabel, Platzierungen, Wochen, Auszeichnungen, Anmerkungen) | Höchstplatzierung, Gesamtwochen, AuszeichnungChartplatzierungen (Jahr, Titel, Musiklabel, Platzierungen, Wochen, Auszeichnungen, Anmerkungen) | Höchstplatzierung, Gesamtwochen, AuszeichnungChartplatzierungen (Jahr, Titel, Musiklabel, Platzierungen, Wochen, Auszeichnungen, Anmerkungen) | Anmerkungen                                                                 |
| Jahr | Titel Musiklabel                                   | DE | AT | CH | UK | US | Anmerkungen                                                                 |
| ---- | -------------------------------------------------- | --- | --- | --- | --- | --- | --------------------------------------------------------------------------- |
| 2010 | The Union Mercury Records (UMG)                    | DE23 (4 Wo.)DE | AT28 (4 Wo.)AT | CH27 (4 Wo.)CH | UK12 Silber · (5 Wo.)UK | US3 (17 Wo.)US | Erstveröffentlichung: 19. Oktober 2010 mit Leon Russell Verkäufe: + 429.000 |
| 2025 | Who Believes in Angels? Rocket Entertainment (UMG) | DE2 (3 Wo.)DE | AT2 (3 Wo.)AT | CH1 (… Wo.)CH | UK1 (3 Wo.)UK | US9 (2 Wo.)US | Erstveröffentlichung: 4. April 2025 mit Brandi Carlile                      |

### Livealben
| Jahr | Titel Musiklabel                                                                              | Höchstplatzierung, Gesamtwochen, AuszeichnungChartplatzierungen (Jahr, Titel, Musiklabel, Platzierungen, Wochen, Auszeichnungen, Anmerkungen) | Höchstplatzierung, Gesamtwochen, AuszeichnungChartplatzierungen (Jahr, Titel, Musiklabel, Platzierungen, Wochen, Auszeichnungen, Anmerkungen) | Höchstplatzierung, Gesamtwochen, AuszeichnungChartplatzierungen (Jahr, Titel, Musiklabel, Platzierungen, Wochen, Auszeichnungen, Anmerkungen) | Höchstplatzierung, Gesamtwochen, AuszeichnungChartplatzierungen (Jahr, Titel, Musiklabel, Platzierungen, Wochen, Auszeichnungen, Anmerkungen) | Höchstplatzierung, Gesamtwochen, AuszeichnungChartplatzierungen (Jahr, Titel, Musiklabel, Platzierungen, Wochen, Auszeichnungen, Anmerkungen) | Anmerkungen |
| Jahr | Titel Musiklabel                                                                              | DE | AT | CH | UK | US | Anmerkungen |
| ---- | --------------------------------------------------------------------------------------------- | --- | --- | --- | --- | --- | --- |
| 1971 | 17-11-70 auch bekannt als: 11-17-70 (nur US) DJM Records (Dick James Music)                   | — | — | — | UK20 (2 Wo.)UK | US11 (23 Wo.)US | Erstveröffentlichung: 9. April 1971 Livekonzert in New York vom 17. November 1970                                  |
| 1976 | Here and There DJM Records (Dick James Music)                                                 | — | — | — | UK6 Silber · (9 Wo.)UK | US4 Platin · (20 Wo.)US | Erstveröffentlichung: 30. April 1976 Verkäufe: + 1.060.000                                                         |
| 1987 | Live in Australia with the Melbourne Symphony Orchestra The Rocket Record Company (Phonogram) | DE29 (10 Wo.)DE | — | CH9 (9 Wo.)CH | UK43 (7 Wo.)UK | US24 Platin · (41 Wo.)US | Erstveröffentlichung: 13. Juni 1987 Livekonzert in Sydney vom 14. Dezember 1986 Verkäufe: + 1.290.000              |
| 2000 | One Night Only – The Greatest Hits Mercury Records (UMG)                                      | DE21 (7 Wo.)DE | AT20 Gold · (11 Wo.)AT | CH12 Gold · (12 Wo.)CH | UK7 Platin · (25 Wo.)UK | US65 Gold · (18 Wo.)US | Erstveröffentlichung: 21. November 2000 Livekonzert im Madison Square Garden im Oktober 2000 Verkäufe: + 1.620.000 |
| 2025 | Live From The Rainbow Theatre Mercury Records (UMG)                                           | — | — | CH66 (… Wo.)CH | — | — | Erstveröffentlichung: 12. April 2025 mit Ray Cooper                                                                |

grau schraffiert: keine Chartdaten aus diesem Jahr verfügbar

### Kompilationen
| Jahr | Titel Musiklabel                                                                                          | Höchstplatzierung, Gesamtwochen/‑monate, AuszeichnungChartplatzierungen (Jahr, Titel, Musiklabel, Platzierungen, Wochen/Monate, Auszeichnungen, Anmerkungen) | Höchstplatzierung, Gesamtwochen/‑monate, AuszeichnungChartplatzierungen (Jahr, Titel, Musiklabel, Platzierungen, Wochen/Monate, Auszeichnungen, Anmerkungen) | Höchstplatzierung, Gesamtwochen/‑monate, AuszeichnungChartplatzierungen (Jahr, Titel, Musiklabel, Platzierungen, Wochen/Monate, Auszeichnungen, Anmerkungen) | Höchstplatzierung, Gesamtwochen/‑monate, AuszeichnungChartplatzierungen (Jahr, Titel, Musiklabel, Platzierungen, Wochen/Monate, Auszeichnungen, Anmerkungen) | Höchstplatzierung, Gesamtwochen/‑monate, AuszeichnungChartplatzierungen (Jahr, Titel, Musiklabel, Platzierungen, Wochen/Monate, Auszeichnungen, Anmerkungen) | Anmerkungen                                                                                   |
| Jahr | Titel Musiklabel                                                                                          | DE | AT | CH | UK | US | Anmerkungen                                                                                   |
| ---- | --- | --- | --- | --- | --- | --- | --------------------------------------------------------------------------------------------- |
| 1974 | Greatest Hits DJM Records (Dick James Music)                                                              | DE43 (1 Mt.)DE | — | — | UK1 Platin · (84 Wo.)UK | US1 ×7Diamant + Siebenfachplatin · (106 Wo.)US | Erstveröffentlichung: 8. November 1974 Platz 135 der Rolling-Stone-500 Verkäufe: + 19.300.000 |
| 1977 | Elton John’s Greatest Hits Volume II DJM Records (Dick James Music)                                       | — | — | — | UK6 Gold · (24 Wo.)UK | US21 ×5Fünffachplatin · (20 Wo.)US | Erstveröffentlichung: 13. September 1977 Verkäufe: + 5.100.000                                |
| 1980 | Lady Samantha DJM Records (Dick James Music)                                                              | — | — | — | UK56 (2 Wo.)UK | — | Erstveröffentlichung: 1. März 1980                                                            |
| 1980 | The Very Best of Elton John K-Tel NE 1094 (K-Tel)                                                         | — | — | — | UK24 (13 Wo.)UK | — | Erstveröffentlichung: 18. Oktober 1980 Verkäufe: + 20.000                                     |
| 1982 | Love Songs The Rocket Record Company (Phonogram)                                                          | — | — | — | UK39 (13 Wo.)UK | — | Erstveröffentlichung: 29. Oktober 1982                                                        |
| 1982 | Your Songs Metronome (Phonogram)                                                                          | DE1 Gold · (15 Wo.)DE | — | — | — | — | Erstveröffentlichung: November 1982 Verkäufe: + 250.000                                       |
| 1985 | Your Songs MCA Records (MCA)                                                                              | — | — | — | — | US— GoldUS | Erstveröffentlichung: 1985 Verkäufe: + 600.000                                                |
| 1987 | Elton John’s Greatest Hits Volume III, 1979–1987 Geffen Records (WEA)                                     | — | — | — | — | US84 ×2Doppelplatin · (23 Wo.)US | Erstveröffentlichung: 12. November 1987 Verkäufe: + 2.000.000                                 |
| 1990 | The Very Best of Elton John The Rocket Record Company (Phonogram)                                         | DE2 ×2Doppelplatin · (48 Wo.)DE | AT1 ×3Dreifachplatin · (33 Wo.)AT | CH1 ×4Vierfachplatin · (30 Wo.)CH | UK1 ×9Neunfachplatin · (117 Wo.)UK | — | Doppel-CD Erstveröffentlichung: 1. Oktober 1990 Verkäufe: + 7.330.000                         |
| 1990 | To Be Continued …                                                                                         | — | — | — | — | US82 ×2Doppelplatin · (13 Wo.)US | Erstveröffentlichung: 8. November 1990 Verkäufe: + 2.050.000                                  |
| 1996 | Love Songs MCA Records (MCA)                                                                              | DE7 Platin · (53 Wo.)DE | AT4 Platin · (34 Wo.)AT | CH2 ×2Doppelplatin · (31 Wo.)CH | UK4 ×3Dreifachplatin · (70 Wo.)UK | US24 ×3Dreifachplatin · (76 Wo.)US | Erstveröffentlichung: 24. September 1996 Verkäufe: + 9.340.000                                |
| 2002 | Greatest Hits 1970–2002 Mercury Records (UMG)                                                             | DE19 Platin · (29 Wo.)DE | AT19 Gold · (21 Wo.)AT | CH12 Gold · (28 Wo.)CH | UK3 ×5Fünffachplatin · (92 Wo.)UK | US12 ×6Sechsfachplatin · (145 Wo.)US | Erstveröffentlichung: 11. November 2002 Verkäufe: + 8.615.000                                 |
| 2007 | Rocket Man – The Definitive Hits auch bekannt als: Rocket Man: The Number Ones (US) Mercury Records (UMG) | DE47 (4 Wo.)DE | AT32 (12 Wo.)AT | CH13 (12 Wo.)CH | UK2 Platin · (46 Wo.)UK | US9 ×3Dreifachplatin · (88 Wo.)US | Erstveröffentlichung: 26. März 2007 Verkäufe: + 3.685.000                                     |
| 2017 | Diamonds Rocket Entertainment (UMG)                                                                       | DE31 (15 Wo.)DE | AT26 Gold · (8 Wo.)AT | CH16 (30 Wo.)CH | UK1 ×6Sechsfachplatin · (… Wo.)UK | US7 ×2Doppelplatin · (… Wo.)US | Erstveröffentlichung: 10. November 2017 Verkäufe: + 4.732.500                                 |

grau schraffiert: keine Chartdaten aus diesem Jahr verfügbar

### Remixalben
| Jahr | Titel Musiklabel                                | Höchstplatzierung, Gesamtwochen, AuszeichnungChartplatzierungen (Jahr, Titel, Musiklabel, Platzierungen, Wochen, Auszeichnungen, Anmerkungen) | Höchstplatzierung, Gesamtwochen, AuszeichnungChartplatzierungen (Jahr, Titel, Musiklabel, Platzierungen, Wochen, Auszeichnungen, Anmerkungen) | Höchstplatzierung, Gesamtwochen, AuszeichnungChartplatzierungen (Jahr, Titel, Musiklabel, Platzierungen, Wochen, Auszeichnungen, Anmerkungen) | Höchstplatzierung, Gesamtwochen, AuszeichnungChartplatzierungen (Jahr, Titel, Musiklabel, Platzierungen, Wochen, Auszeichnungen, Anmerkungen) | Höchstplatzierung, Gesamtwochen, AuszeichnungChartplatzierungen (Jahr, Titel, Musiklabel, Platzierungen, Wochen, Auszeichnungen, Anmerkungen) | Anmerkungen                                              |
| Jahr | Titel Musiklabel                                | DE | AT | CH | UK | US | Anmerkungen                                              |
| ---- | ----------------------------------------------- | --- | --- | --- | --- | --- | -------------------------------------------------------- |
| 2012 | Good Morning to the Night Mercury Records (UMG) | — | — | — | UK1 (5 Wo.)UK | — | Remix-Album mit Pnau Erstveröffentlichung: 16. Juli 2012 |

### Soundtracks
| Jahr | Titel Musiklabel                               | Höchstplatzierung, Gesamtwochen, AuszeichnungChartplatzierungen (Jahr, Titel, Musiklabel, Platzierungen, Wochen, Auszeichnungen, Anmerkungen) | Höchstplatzierung, Gesamtwochen, AuszeichnungChartplatzierungen (Jahr, Titel, Musiklabel, Platzierungen, Wochen, Auszeichnungen, Anmerkungen) | Höchstplatzierung, Gesamtwochen, AuszeichnungChartplatzierungen (Jahr, Titel, Musiklabel, Platzierungen, Wochen, Auszeichnungen, Anmerkungen) | Höchstplatzierung, Gesamtwochen, AuszeichnungChartplatzierungen (Jahr, Titel, Musiklabel, Platzierungen, Wochen, Auszeichnungen, Anmerkungen) | Höchstplatzierung, Gesamtwochen, AuszeichnungChartplatzierungen (Jahr, Titel, Musiklabel, Platzierungen, Wochen, Auszeichnungen, Anmerkungen) | Anmerkungen |
| Jahr | Titel Musiklabel                               | DE | AT | CH | UK | US | Anmerkungen |
| ---- | ---------------------------------------------- | --- | --- | --- | --- | --- | --- |
| 1971 | Friends Paramount Records (Dick James Music)   | — | — | — | — | US36 Gold · (19 Wo.)US | Erstveröffentlichung: 24. März 1971 Soundtrack zum Film Friends Verkäufe: + 500.000                                             |
| 1994 | The Lion King Walt Disney Records (EMI)        | DE7 ×3Dreifachplatin · (23 Wo.)DE | AT4 Platin · (22 Wo.)AT | CH1 ×2Doppelplatin · (27 Wo.)CH | UK— Platin (1994) + Gold (2017)UK | US1 Diamant · (… Wo.)US | Erstveröffentlichung: 31. Mai 1994 Soundtrack zum Film Der König der Löwen; mit Hans Zimmer und Tim Rice Verkäufe: + 14.950.000 |
| 2000 | The Road to El Dorado DreamWorks Records (UMG) | DE91 (1 Wo.)DE | AT40 (1 Wo.)AT | — | — | US63 (8 Wo.)US | Erstveröffentlichung: 9. Oktober 2000 Soundtrack zum Film Der Weg nach El Dorado                                                |

grau schraffiert: keine Chartdaten aus diesem Jahr verfügbar

### EPs
| Jahr | Titel Musiklabel                         | Höchstplatzierung, Gesamtwochen, AuszeichnungChartplatzierungen (Jahr, Titel, Musiklabel, Platzierungen, Wochen, Auszeichnungen, Anmerkungen) | Höchstplatzierung, Gesamtwochen, AuszeichnungChartplatzierungen (Jahr, Titel, Musiklabel, Platzierungen, Wochen, Auszeichnungen, Anmerkungen) | Höchstplatzierung, Gesamtwochen, AuszeichnungChartplatzierungen (Jahr, Titel, Musiklabel, Platzierungen, Wochen, Auszeichnungen, Anmerkungen) | Höchstplatzierung, Gesamtwochen, AuszeichnungChartplatzierungen (Jahr, Titel, Musiklabel, Platzierungen, Wochen, Auszeichnungen, Anmerkungen) | Höchstplatzierung, Gesamtwochen, AuszeichnungChartplatzierungen (Jahr, Titel, Musiklabel, Platzierungen, Wochen, Auszeichnungen, Anmerkungen) | Anmerkungen                     |
| Jahr | Titel Musiklabel                         | DE | AT | CH | UK | US | Anmerkungen                     |
| ---- | ---------------------------------------- | --- | --- | --- | --- | --- | ------------------------------- |
| 1979 | The Thom Bell Sessions MCA Records (MCA) | — | — | — | — | US51 (18 Wo.)US | Erstveröffentlichung: Juni 1979 |

## Singles

### Als Leadmusiker
| Jahr | Titel Album                                                                                       | Höchstplatzierung, Gesamtwochen/‑monate, AuszeichnungChartplatzierungen (Jahr, Titel, Album, Platzierungen, Wochen/Monate, Auszeichnungen, Anmerkungen) | Höchstplatzierung, Gesamtwochen/‑monate, AuszeichnungChartplatzierungen (Jahr, Titel, Album, Platzierungen, Wochen/Monate, Auszeichnungen, Anmerkungen) | Höchstplatzierung, Gesamtwochen/‑monate, AuszeichnungChartplatzierungen (Jahr, Titel, Album, Platzierungen, Wochen/Monate, Auszeichnungen, Anmerkungen) | Höchstplatzierung, Gesamtwochen/‑monate, AuszeichnungChartplatzierungen (Jahr, Titel, Album, Platzierungen, Wochen/Monate, Auszeichnungen, Anmerkungen) | Höchstplatzierung, Gesamtwochen/‑monate, AuszeichnungChartplatzierungen (Jahr, Titel, Album, Platzierungen, Wochen/Monate, Auszeichnungen, Anmerkungen) | Höchstplatzierung, Gesamtwochen/‑monate, AuszeichnungChartplatzierungen (Jahr, Titel, Album, Platzierungen, Wochen/Monate, Auszeichnungen, Anmerkungen) | Anmerkungen | [↑]: gemeinsam behandelt mit vorhergehendem Eintrag; [←]: in beiden Charts platziert |
| Jahr | Titel Album                                                                                       | DE | AT | CH | UK | US | A. C. | Anmerkungen |                                                                                      |
| ---- | ------------------------------------------------------------------------------------------------- | --- | --- | --- | --- | --- | --- | --- | ------------------------------------------------------------------------------------ |
| 1968 | I’ve Been Loving You –                                                                            | — | — | — | — | — | — | Erstveröffentlichung: 1. März 1968 |                                                                                      |
| 1969 | Lady Samantha –                                                                                   | — | — | — | — | — | — | Erstveröffentlichung: 17. Januar 1969 |                                                                                      |
| 1969 | It’s Me That You Need –                                                                           | — | — | — | — | — | — | Erstveröffentlichung: 16. Mai 1969 |                                                                                      |
| 1970 | Border Song Elton John                                                                            | — | — | — | — | US92 (5 Wo.)US | — | Erstveröffentlichung: 20. März 1970 |                                                                                      |
| 1970 | Rock and Roll Madonna –                                                                           | — | — | — | — | — | — | Erstveröffentlichung: 19. Juni 1970 |                                                                                      |
| 1970 | From Denver to L.A. –                                                                             | — | — | — | — | — | — | Erstveröffentlichung: 3. Juli 1970 |                                                                                      |
| 1970 | Your Song Elton John                                                                              | DE— GoldDE | AT73 Platin · (1 Wo.)AT | — | UK7 ×3Dreifachplatin · (12 Wo.)UK | US8 ×3Dreifachplatin · (14 Wo.)US | A. C.9 (11 Wo.)A. C. | Erstveröffentlichung: 26. Oktober 1970 erstmaliger Charteinstieg in Österreich im Jahr 2013 |                                                                                      |
| 1971 | Friends –                                                                                         | — | — | — | — | US34 Gold · (9 Wo.)US | A. C.17 (7 Wo.)A. C. | Erstveröffentlichung: 10. März 1971 Titelsong des Films Friends |                                                                                      |
| 1971 | Levon Madman Across the Water                                                                     | — | — | — | — | US24 Platin · (10 Wo.)US | — | Erstveröffentlichung: 29. November 1971 |                                                                                      |
| 1972 | Tiny Dancer Madman Across the Water                                                               | — | — | — | UK— ×3DreifachplatinUK | US41 ×5Fünffachplatin · (7 Wo.)US | A. C.35 (3 Wo.)A. C. | Erstveröffentlichung: 7. Februar 1972 |                                                                                      |
| 1972 | Rocket Man (I Think It’s Going to Be a Long, Long Time) Honky Château                             | DE18 Gold · (11 Wo.)DE | AT— GoldAT | — | UK2 ×3Dreifachplatin · (15 Wo.)UK | US6 ×5Fünffachplatin · (15 Wo.)US | A. C.39 (2 Wo.)A. C. | Erstveröffentlichung: 17. April 1972 |                                                                                      |
| 1972 | Honky Cat Honky Château                                                                           | DE41 (1 Wo.)DE | — | — | UK31 (6 Wo.)UK | US8 (10 Wo.)US | A. C.6 (8 Wo.)A. C. | Erstveröffentlichung: 31. Juli 1972 |                                                                                      |
| 1972 | Crocodile Rock Don’t Shoot Me I’m Only the Piano Player                                           | DE3 (21 Wo.)DE | AT6 (4 Mt.)AT | CH1 (14 Wo.)CH | UK5 Platin · (14 Wo.)UK | US1 Platin · (17 Wo.)US | A. C.11 (8 Wo.)A. C. | Erstveröffentlichung: 27. Oktober 1972 |                                                                                      |
| 1973 | Daniel Don’t Shoot Me I’m Only the Piano Player                                                   | DE27 (13 Wo.)DE | — | CH5 (9 Wo.)CH | UK4 Silber · (10 Wo.)UK | US2 Platin · (15 Wo.)US | A. C.1 (13 Wo.)A. C. | Erstveröffentlichung: Januar 1973 |                                                                                      |
| 1973 | Saturday Night’s Alright for Fighting Goodbye Yellow Brick Road                                   | DE44 (2 Wo.)DE | — | — | UK7 Gold · (9 Wo.)UK | US12 Platin · (12 Wo.)US | — | Erstveröffentlichung: Juni 1973 |                                                                                      |
| 1973 | Goodbye Yellow Brick Road                                                                         | DE49 (1 Wo.)DE | — | — | UK6 Platin · (16 Wo.)UK | US2 ×2Doppelplatin · (17 Wo.)US | A. C.7 (18 Wo.)A. C. | Erstveröffentlichung: 7. September 1973 |                                                                                      |
| 1973 | Step into Christmas –                                                                             | DE52 (8 Wo.)DE | AT49 (6 Wo.)AT | CH42 (9 Wo.)CH | UK8 ×3Dreifachplatin · (69 Wo.)UK | US— GoldUS | — | Erstveröffentlichung: 23. November 1973 |                                                                                      |
| 1974 | Bennie and the Jets Goodbye Yellow Brick Road                                                     | — | — | — | UK37 Gold · (5 Wo.)UK | US1 ×4Platin + Vierfachplatin (Digital) · (18 Wo.)US | — | Erstveröffentlichung: 4. Februar 1974 in UK erst 1976 als Single veröffentlicht |                                                                                      |
| 1974 | Candle in the Wind Goodbye Yellow Brick Road                                                      | — | — | — | UK11 Gold · (9 Wo.)UK | — | — | Erstveröffentlichung: 22. Februar 1974 Marilyn Monroe gewidmet |                                                                                      |
| 1974 | Don’t Let the Sun Go Down on Me Caribou                                                           | — | — | — | UK16 Silber · (8 Wo.)UK | US2 Gold · (15 Wo.)US | A. C.3 (13 Wo.)A. C. | Erstveröffentlichung: 20. Mai 1974 als Gastsänger: Brian Wilson, Bruce Johnston und Toni Tennille |                                                                                      |
| 1974 | The Bitch Is Back Caribou                                                                         | — | — | — | UK15 (7 Wo.)UK | US4 Gold · (14 Wo.)US | — | Erstveröffentlichung: 3. September 1974 |                                                                                      |
| 1974 | Lucy in the Sky with Diamonds –                                                                   | DE31 (4 Wo.)DE | — | — | UK10 (10 Wo.)UK | US1 Gold · (14 Wo.)US | — | Erstveröffentlichung: 15. November 1974 Original: The Beatles; Gastmusiker: John Lennon (Gitarre) |                                                                                      |
| 1975 | Philadelphia Freedom –                                                                            | DE50 (1 Wo.)DE | — | — | UK12 (9 Wo.)UK | US1 Platin · (21 Wo.)US | — | Erstveröffentlichung: 24. Februar 1975 als Elton John Band der Tennisspielerin Billie Jean King gewidmet |                                                                                      |
| 1975 | Someone Saved My Life Tonight Captain Fantastic and the Brown Dirt Cowboy                         | — | — | — | UK22 (5 Wo.)UK | US4 Gold · (13 Wo.)US | A. C.36 (6 Wo.)A. C. | Erstveröffentlichung: 23. Juni 1975 |                                                                                      |
| 1975 | Island Girl Rock of the Westies                                                                   | DE42 (1 Wo.)DE | — | — | UK14 (8 Wo.)UK | US1 Platin · (15 Wo.)US | A. C.27 (8 Wo.)A. C. | Erstveröffentlichung: 29. September 1975 |                                                                                      |
| 1976 | Grow Some Funk of Your Own / I Feel Like a Bullet (In the Gun of Robert Ford) Rock of the Westies | — | — | — | — | US14 (11 Wo.)US | A. C.21 (8 Wo.)A. C. | Erstveröffentlichung: 12. Januar 1976 |                                                                                      |
| 1976 | Pinball Wizard Tommy (Soundtrack)                                                                 | — | — | — | UK7 (7 Wo.)UK | — | — | Erstveröffentlichung: 12. März 1976 Elton John spielte in dem Musikfilm Tommy selbst die Rolle des Pinball Wizard und sang den The-Who-Song |                                                                                      |
| 1976 | Love Song (Live) Here and There                                                                   | — | — | — | — | — | A. C.18 (7 Wo.)A. C. | Erstveröffentlichung: 1976 |                                                                                      |
| 1976 | Don’t Go Breaking My Heart –                                                                      | DE5 (19 Wo.)DE | AT8 Platin · (2 Mt.)AT | CH4 (11 Wo.)CH | UK1 ×2Gold (Physisch) + Doppelplatin (Digital) · (14 Wo.)UK                                                                                             | US1 ×2Doppelplatin · (20 Wo.)US | A. C.1 (13 Wo.)A. C. | Erstveröffentlichung: 21. Juni 1976 mit Kiki Dee |                                                                                      |
| 1976 | Sorry Seems to Be the Hardest Word Blue Moves                                                     | — | — | — | UK11 Silber · (10 Wo.)UK | US6 Gold · (14 Wo.)US | A. C.1 (15 Wo.)A. C. | Erstveröffentlichung: 1. November 1976 |                                                                                      |
| 1977 | Bite Your Lip (Get Up and Dance) Blue Moves                                                       | — | — | — | UK28 (4 Wo.)UK | US28 (6 Wo.)US | — | Erstveröffentlichung: Januar 1977 |                                                                                      |
| 1977 | Crazy Water Blue Moves                                                                            | — | — | — | UK27 (6 Wo.)UK | — | — | Erstveröffentlichung: 4. Februar 1977 |                                                                                      |
| 1978 | Ego –                                                                                             | — | — | — | UK34 (6 Wo.)UK | US34 (8 Wo.)US | — | Erstveröffentlichung: 21. März 1978 |                                                                                      |
| 1978 | Part-Time Love A Single Man                                                                       | — | — | — | UK15 Silber · (13 Wo.)UK | US22 (10 Wo.)US | A. C.40 (7 Wo.)A. C. | Erstveröffentlichung: 4. Oktober 1978 |                                                                                      |
| 1978 | Song for Guy A Single Man                                                                         | DE22 (10 Wo.)DE | — | — | UK4 Silber · (10 Wo.)UK | — | A. C.37 (4 Wo.)A. C. | Erstveröffentlichung: 28. November 1978 |                                                                                      |
| 1979 | Are You Ready for Love The Thom Bell Sessions (EP)                                                | — | — | — | UK42 (6 Wo.)UK | — | — | Erstveröffentlichung: 31. Mai 1979 |                                                                                      |
| 1979 | Mama Can’t Buy You Love The Thom Bell Sessions (EP)                                               | — | — | — | — | US9 Gold · (18 Wo.)US | A. C.1 (18 Wo.)A. C. | Erstveröffentlichung: 31. Mai 1979 |                                                                                      |
| 1979 | Victim of Love                                                                                    | — | — | — | — | US31 (10 Wo.)US | — | Erstveröffentlichung: September 1979 |                                                                                      |
| 1979 | Johnny B. Goode Victim of Love                                                                    | — | — | — | — | — | — | Erstveröffentlichung: Dezember 1979 |                                                                                      |
| 1980 | Little Jeannie 21 at 33                                                                           | DE23 (18 Wo.)DE | — | CH4 (11 Wo.)CH | UK33 (7 Wo.)UK | US3 Gold · (21 Wo.)US | A. C.1 (20 Wo.)A. C. | Erstveröffentlichung: 1. Mai 1980 |                                                                                      |
| 1980 | Sartorial Eloquence (Don’t Ya Play This Game No More?) 21 at 33                                   | — | — | — | UK44 (5 Wo.)UK | US39 (12 Wo.)US | A. C.45 (6 Wo.)A. C. | Erstveröffentlichung: 5. August 1980 |                                                                                      |
| 1981 | I Saw Her Standing There (Live) –                                                                 | — | — | — | UK40 (4 Wo.)UK | — | — | Erstveröffentlichung: 1981 als Elton John Band feat. John Lennon & the Muscle Shoals Horns |                                                                                      |
| 1981 | Nobody Wins The Fox                                                                               | DE43 (13 Wo.)DE | — | — | UK42 (5 Wo.)UK | US21 (13 Wo.)US | A. C.23 (11 Wo.)A. C. | Erstveröffentlichung: 8. Mai 1981 |                                                                                      |
| 1981 | Chloe The Fox                                                                                     | — | — | — | — | US34 (13 Wo.)US | A. C.16 (12 Wo.)A. C. | Erstveröffentlichung: Juli 1981 |                                                                                      |
| 1981 | Loving You Is Sweeter Than Ever –                                                                 | — | — | — | — | — | — | Erstveröffentlichung: 1981 mit Kiki Dee |                                                                                      |
| 1982 | Blue Eyes Jump Up!                                                                                | DE51 (5 Wo.)DE | — | CH9 (5 Wo.)CH | UK8 (10 Wo.)UK | US12 (18 Wo.)US | A. C.1 (22 Wo.)A. C. | Erstveröffentlichung: März 1982 |                                                                                      |
| 1982 | Empty Garden (Hey Hey Johnny) Jump Up!                                                            | — | — | — | UK51 (4 Wo.)UK | US13 (17 Wo.)US | A. C.18 (18 Wo.)A. C. | Erstveröffentlichung: 28. Mai 1982 John Lennon gewidmet |                                                                                      |
| 1982 | Ball and Chain Jump Up!                                                                           | — | — | — | — | — | — | Erstveröffentlichung: September 1982 |                                                                                      |
| 1982 | All Quiet on the Western Front Jump Up!                                                           | — | — | — | — | — | — | Erstveröffentlichung: November 1982 |                                                                                      |
| 1983 | I Guess That’s Why They Call It The Blues Too Low for Zero                                        | DE22 (11 Wo.)DE | — | CH12 (4 Wo.)CH | UK5 Platin · (15 Wo.)UK | US4 Platin · (23 Wo.)US | A. C.2 (24 Wo.)A. C. | Erstveröffentlichung: 22. April 1983 als Gastmusiker: Stevie Wonder (Mundharmonika) |                                                                                      |
| 1983 | I’m Still Standing Too Low for Zero                                                               | DE10 Platin · (20 Wo.)DE | AT— PlatinAT | CH1 (15 Wo.)CH | UK4 ×3Silber + Dreifachplatin (Digital) · (15 Wo.)UK | US12 ×2Doppelplatin · (16 Wo.)US | — | Erstveröffentlichung: 3. Juli 1983 Wiedereintritt in UK nach einem Auftritt beim Glastonbury Festival am 25. Juni 2023 (Platz 34) |                                                                                      |
| 1983 | Kiss the Bride Too Low for Zero                                                                   | DE58 (9 Wo.)DE | — | — | UK20 (7 Wo.)UK | US25 (12 Wo.)US | — | Erstveröffentlichung: Oktober 1983 |                                                                                      |
| 1983 | Cold as Christmas (In the Middle of the Year) Too Low for Zero                                    | — | — | — | UK33 (6 Wo.)UK | — | — | Erstveröffentlichung: November 1983 |                                                                                      |
| 1984 | Sad Songs (Say So Much) Breaking Hearts                                                           | DE18 (16 Wo.)DE | AT4 (3 Mt.)AT | CH3 (14 Wo.)CH | UK7 (12 Wo.)UK | US5 (19 Wo.)US | A. C.2 (20 Wo.)A. C. | Erstveröffentlichung: Mai 1984 |                                                                                      |
| 1984 | Passengers Breaking Hearts                                                                        | — | — | CH27 (3 Wo.)CH | UK5 Silber · (11 Wo.)UK | — | — | Erstveröffentlichung: August 1984 |                                                                                      |
| 1984 | Who Wears These Shoes Breaking Hearts                                                             | — | — | — | UK50 (3 Wo.)UK | US16 (14 Wo.)US | A. C.11 (12 Wo.)A. C. | Erstveröffentlichung: 18. Juni 1984 |                                                                                      |
| 1984 | In Neon Breaking Hearts                                                                           | — | — | — | — | US38 (13 Wo.)US | A. C.11 (15 Wo.)A. C. | Erstveröffentlichung: 1984 |                                                                                      |
| 1985 | Breaking Hearts (Ain’t What It Used to Be) Breaking Hearts                                        | — | — | — | UK59 (3 Wo.)UK | — | — | Erstveröffentlichung: 1985 |                                                                                      |
| 1985 | Act of War –                                                                                      | DE39 (7 Wo.)DE | — | CH16 (6 Wo.)CH | UK32 (5 Wo.)UK | — | — | Erstveröffentlichung: 1985 mit Millie Jackson |                                                                                      |
| 1985 | Nikita Ice on Fire                                                                                | DE1 (20 Wo.)DE | AT3 Gold · (4½ Mt.)AT | CH1 Gold · (19 Wo.)CH | UK3 Silber · (13 Wo.)UK | US7 (18 Wo.)US | A. C.3 (18 Wo.)A. C. | Erstveröffentlichung: 30. September 1985 als Gastsänger: George Michael Verkäufe: + 1.105.000 |                                                                                      |
| 1985 | Wrap Her Up Ice on Fire                                                                           | DE54 (5 Wo.)DE | — | — | UK12 (10 Wo.)UK | US20 (14 Wo.)US | — | Erstveröffentlichung: Oktober 1985 als Gastsänger: George Michael |                                                                                      |
| 1986 | Cry to Heaven Ice on Fire                                                                         | — | — | — | UK47 (4 Wo.)UK | — | — | Erstveröffentlichung: Februar 1986 |                                                                                      |
| 1986 | Heartache All over the World Leather Jackets                                                      | — | — | — | UK45 (4 Wo.)UK | US55 (8 Wo.)US | — | Erstveröffentlichung: September 1986 |                                                                                      |
| 1986 | Slow Rivers Leather Jackets                                                                       | — | — | — | UK44 (8 Wo.)UK | — | — | Erstveröffentlichung: 1986 mit Cliff Richard |                                                                                      |
| 1987 | Candle in the Wind (Live) Live in Australia                                                       | DE55 (5 Wo.)DE | — | — | UK5 (11 Wo.)UK | US6 (21 Wo.)US | A. C.2 (24 Wo.)A. C. | Erstveröffentlichung: 1987 mit dem Melbourne Symphony Orchestra |                                                                                      |
| 1987 | Take Me to the Pilot (Live) Live in Australia                                                     | — | — | — | — | — | A. C.37 (5 Wo.)A. C. | Erstveröffentlichung: 1987 mit dem Melbourne Symphony Orchestra |                                                                                      |
| 1988 | I Don’t Wanna Go On with You Like That Reg Strikes Back                                           | DE22 (19 Wo.)DE | AT6 (4½ Mt.)AT | CH10 (13 Wo.)CH | UK30 (8 Wo.)UK | US2 (36 Wo.)US | A. C.1 (23 Wo.)A. C. | Erstveröffentlichung: 1988 |                                                                                      |
| 1988 | Town of Plenty Reg Strikes Back                                                                   | — | — | — | UK74 (1 Wo.)UK | — | — | Erstveröffentlichung: September 1988 |                                                                                      |
| 1988 | A Word in Spanish Reg Strikes Back                                                                | DE43 (7 Wo.)DE | — | CH27 (1 Wo.)CH | — | US19 (13 Wo.)US | A. C.4 (19 Wo.)A. C. | Erstveröffentlichung: September 1988 |                                                                                      |
| 1989 | Through the Storm                                                                                 | DE56 (5 Wo.)DE | — | — | UK41 (3 Wo.)UK | US16 (11 Wo.)US | A. C.3 (18 Wo.)A. C. | Erstveröffentlichung: 1989 mit Aretha Franklin |                                                                                      |
| 1989 | Healing Hands Sleeping with the Past                                                              | DE39 (18 Wo.)DE | AT10 (3½ Mt.)AT | CH13 (13 Wo.)CH | UK1 Platin · (20 Wo.)UK | US13 (15 Wo.)US | A. C.1 (19 Wo.)A. C. | Erstveröffentlichung: 5. Juli 1989 in UK zusammen mit Sacrifice; als Einzelveröffentlichung erreichte es zuvor nur Platz 45 |                                                                                      |
| 1989 | Sacrifice Sleeping with the Past                                                                  | DE36 (31 Wo.)DE | — | CH23 (3 Wo.)CH[UK: ↑] | UK1 Platin · (20 Wo.)UK | US18 Gold · (17 Wo.)US | A. C.3 (28 Wo.)A. C. | Erstveröffentlichung: Oktober 1989 in UK zusammen mit Healing Hands; als Einzelveröffentlichung erreichte es zuvor nur Platz 55 |                                                                                      |
| 1990 | Club at the End of the Street Sleeping with the Past                                              | DE45 (23 Wo.)DE | AT30 (1 Wo.)AT | — | UK47 (3 Wo.)UK | US28 (16 Wo.)US | A. C.2 (25 Wo.)A. C. | Erstveröffentlichung: April 1990 |                                                                                      |
| 1990 | You Gotta Love Someone The Very Best of Elton John                                                | DE46 (19 Wo.)DE | AT12 (12 Wo.)AT | — | UK33 (4 Wo.)UK | US43 (13 Wo.)US | A. C.1 (23 Wo.)A. C. | Erstveröffentlichung: 8. Oktober 1990 |                                                                                      |
| 1990 | Easier to Walk Away The Very Best of Elton John                                                   | DE51 (19 Wo.)DE | AT23 (11 Wo.)AT | — | UK63 (2 Wo.)UK | — | — | Erstveröffentlichung: November 1990 |                                                                                      |
| 1991 | Don’t Let the Sun Go Down on Me (Live) Duets                                                      | DE4 (23 Wo.)DE | AT2 (25 Wo.)AT | CH1 (27 Wo.)CH | UK1 Gold · (10 Wo.)UK | US1 (20 Wo.)US | A. C.1 (23 Wo.)A. C. | Erstveröffentlichung: 25. November 1991 mit George Michael |                                                                                      |
| 1992 | The One                                                                                           | DE20 (18 Wo.)DE | AT11 (12 Wo.)AT | CH5 (15 Wo.)CH | UK10 (8 Wo.)UK | US9 (22 Wo.)US | A. C.1 (30 Wo.)A. C. | Erstveröffentlichung: 25. Mai 1992 |                                                                                      |
| 1992 | Runaway Train The One                                                                             | DE41 (11 Wo.)DE | AT22 (5 Wo.)AT | CH15 (8 Wo.)CH | UK31 (4 Wo.)UK | — | — | Erstveröffentlichung: 20. Juli 1992 mit Eric Clapton in USA B-Seite von True Love |                                                                                      |
| 1992 | The Last Song The One                                                                             | DE72 (4 Wo.)DE | — | — | UK21 (4 Wo.)UK | US23 (20 Wo.)US | A. C.2 (30 Wo.)A. C. | Erstveröffentlichung: 6. Oktober 1992 |                                                                                      |
| 1993 | Simple Life The One                                                                               | DE63 (7 Wo.)DE | — | — | UK44 (2 Wo.)UK | US30 (16 Wo.)US | A. C.1 (27 Wo.)A. C. | Erstveröffentlichung: 10. Mai 1993 |                                                                                      |
| 1993 | True Love Duets                                                                                   | DE38 (6 Wo.)DE | AT22 (9 Wo.)AT | CH11 (11 Wo.)CH | UK2 Silber · (10 Wo.)UK | US56 (13 Wo.)US | A. C.21 (14 Wo.)A. C. | Erstveröffentlichung: 8. November 1993 mit Kiki Dee Original: Cole Porter |                                                                                      |
| 1994 | Don’t Go Breaking My Heart Duets                                                                  | DE62 (7 Wo.)DE | AT25 (2 Wo.)AT | CH28 (5 Wo.)CH | UK7 (7 Wo.)UK | US92 (2 Wo.)US | — | Erstveröffentlichung: 14. Februar 1994 mit RuPaul |                                                                                      |
| 1994 | Ain’t Nothing Like the Real Thing Duets                                                           | — | — | — | UK24 (4 Wo.)UK | — | — | Erstveröffentlichung: 2. Mai 1994 mit Marcella Detroit |                                                                                      |
| 1994 | Can You Feel the Love Tonight The Lion King (Soundtrack)                                          | DE14 (26 Wo.)DE | AT4 Gold · (13 Wo.)AT | CH10 (15 Wo.)CH | UK14 Platin · (9 Wo.)UK | US4 Platin · (26 Wo.)US | A. C.1 (27 Wo.)A. C. | Erstveröffentlichung: 12. Mai 1994 Oscar für den besten Filmsong Der König der Löwen Gastsänger: Kiki Dee, Rick Astley und Gary Barlow |                                                                                      |
| 1994 | Circle of Life The Lion King (Soundtrack)                                                         | DE10 Gold · (19 Wo.)DE | AT30 (1 Wo.)AT | CH2 (19 Wo.)CH | UK11 Gold · (12 Wo.)UK | US18 (20 Wo.)US | A. C.2 (26 Wo.)A. C. | Erstveröffentlichung: 9. August 1994 aus dem Film Der König der Löwen |                                                                                      |
| 1995 | Believe Made in England                                                                           | DE56 (11 Wo.)DE | AT21 (9 Wo.)AT | CH20 (15 Wo.)CH | UK15 (7 Wo.)UK | US13 (20 Wo.)US | A. C.1 (26 Wo.)A. C. | Erstveröffentlichung: 20. Februar 1995 |                                                                                      |
| 1995 | Made in England                                                                                   | DE59 (10 Wo.)DE | — | CH40 (6 Wo.)CH | UK18 (5 Wo.)UK | US52 (10 Wo.)US | A. C.12 (14 Wo.)A. C. | Erstveröffentlichung: 8. Mai 1995 |                                                                                      |
| 1995 | Blessed Made in England                                                                           | DE83 (7 Wo.)DE | — | — | — | US34 (20 Wo.)US | A. C.2 (48 Wo.)A. C. | Erstveröffentlichung: 18. Dezember 1995 |                                                                                      |
| 1996 | Please Made in England                                                                            | — | — | — | UK33 (3 Wo.)UK | — | — | Erstveröffentlichung: 22. Januar 1996 |                                                                                      |
| 1996 | You Can Make History (Young Again) Love Songs                                                     | — | — | — | — | US70 (17 Wo.)US | A. C.4 (26 Wo.)A. C. | Erstveröffentlichung: Oktober 1996 |                                                                                      |
| 1996 | Live Like Horses The Big Picture                                                                  | — | AT35 (1 Wo.)AT | — | UK9 (6 Wo.)UK | — | — | Erstveröffentlichung: 2. Dezember 19961996 mit Luciano Pavarotti |                                                                                      |
| 1997 | Something About the Way You Look Tonight The Big Picture                                          | DE73 (1 Wo.)DE | AT20 (1 Wo.)AT | — | — | — | A. C.1 (68 Wo.)A. C. | Erstveröffentlichung: 13. September 1997 meist als Doppel-A-Seite oder B-Seite von Candle in the Wind 1997 gelistet |                                                                                      |
| 1997 | Candle in the Wind 1997 –                                                                         | DE1 ×9Neunfachplatin · (22 Wo.)DE | AT1 ×6Sechsfachplatin · (25 Wo.)AT | CH1 ×9Neunfachplatin · (30 Wo.)CH | UK1 ×9Neunfachplatin · (24 Wo.)UK | US1 Diamant + Platin · (41 Wo.)US | A. C.5 (26 Wo.)A. C. | Erstveröffentlichung: 13. September 1997 Original stammt von 1973, ursprünglich Marilyn Monroe gewidmet, nach dem Tod von Prinzessin Diana im Gedenken an sie umgetextet; mit über 37 Millionen verkauften Exemplaren die erfolgreichste Single aller Zeiten |                                                                                      |
| 1998 | Recover Your Soul The Big Picture                                                                 | DE73 (9 Wo.)DE | — | — | UK16 (3 Wo.)UK | US55 (20 Wo.)US | A. C.5 (26 Wo.)A. C. | Erstveröffentlichung: 1. April 1998 |                                                                                      |
| 1998 | If the River Can Bend The Big Picture                                                             | DE95 (3 Wo.)DE | — | — | UK32 (2 Wo.)UK | — | — | Erstveröffentlichung: 1. Juni 1998 |                                                                                      |
| 1999 | Written in the Stars Elton John and Tim Rice’s Aida                                               | DE79 (9 Wo.)DE | AT28 (8 Wo.)AT | CH34 (4 Wo.)CH | UK10 (8 Wo.)UK | US29 Gold · (10 Wo.)US | A. C.2 (26 Wo.)A. C. | Erstveröffentlichung: 22. Februar 1999 mit LeAnn Rimes |                                                                                      |
| 1999 | A Step Too Far The Road to El Dorado (Soundtrack)                                                 | — | — | — | — | — | A. C.15 (10 Wo.)A. C. | Erstveröffentlichung: 1999 mit Heather Headley & Sherie Scott |                                                                                      |
| 2000 | Someday out of the Blue The Road to El Dorado (Soundtrack)                                        | DE69 (9 Wo.)DE | — | CH40 (13 Wo.)CH | — | US49 (15 Wo.)US | A. C.5 (28 Wo.)A. C. | Erstveröffentlichung: 2000 aus dem Film The Road to El Dorado |                                                                                      |
| 2000 | Friends Never Say Goodbye The Road to El Dorado (Soundtrack)                                      | — | — | — | — | — | A. C.21 (10 Wo.)A. C. | Erstveröffentlichung: 2000 aus dem Film Der Weg nach El Dorado |                                                                                      |
| 2001 | I Want Love Songs from the West Coast                                                             | — | — | CH31 (9 Wo.)CH | UK9 Silber · (10 Wo.)UK | — | A. C.6 (26 Wo.)A. C. | Erstveröffentlichung: 24. September 2001 |                                                                                      |
| 2002 | This Train Don’t Stop There Anymore Songs from the West Coast                                     | — | — | — | UK24 (4 Wo.)UK | — | A. C.10 (17 Wo.)A. C. | Erstveröffentlichung: 2001 |                                                                                      |
| 2002 | Original Sin Songs from the West Coast                                                            | — | — | — | UK39 (2 Wo.)UK | — | A. C.18 (24 Wo.)A. C. | Erstveröffentlichung: 1. April 2001 |                                                                                      |
| 2002 | Your Song –                                                                                       | — | — | — | UK4 Silber · (11 Wo.)UK | — | — | Erstveröffentlichung: 2001 mit Alessandro Safina |                                                                                      |
| 2003 | Are You Ready for Love (Remix) –                                                                  | DE75 (4 Wo.)DE | AT49 (3 Wo.)AT | CH78 (1 Wo.)CH | UK1 Platin · (13 Wo.)UK | — | — | Erstveröffentlichung: 25. August 2003 Nummer-1-Dance-Hit in den USA |                                                                                      |
| 2003 | The Heart of Every Girl Mona Lisa Smile (Soundtrack)                                              | — | — | — | — | — | A. C.24 (6 Wo.)A. C. | Erstveröffentlichung: 2003 |                                                                                      |
| 2004 | Answer in the Sky Peachtree Road                                                                  | — | — | — | — | — | A. C.7 (26 Wo.)A. C. | Erstveröffentlichung: 2004 |                                                                                      |
| 2004 | All That I’m Allowed (I’m Thankful) Peachtree Road                                                | — | — | — | UK20 (7 Wo.)UK | — | A. C.24 (10 Wo.)A. C. | Erstveröffentlichung: 2004 |                                                                                      |
| 2005 | Turn the Lights out When You Leave Peachtree Road                                                 | — | — | — | UK32 (2 Wo.)UK | — | — | Erstveröffentlichung: 2005 |                                                                                      |
| 2005 | Electricity Peachtree Road                                                                        | — | — | — | UK4 (4 Wo.)UK | — | A. C.17 (14 Wo.)A. C. | Erstveröffentlichung: 11. Juli 2005 |                                                                                      |
| 2006 | The Bridge The Captain & the Kid                                                                  | — | — | — | — | — | A. C.19 (20 Wo.)A. C. | Erstveröffentlichung: 2006 |                                                                                      |
| 2012 | Sad Good Morning to the Night                                                                     | — | — | — | UK48 (1 Wo.)UK | — | — | Erstveröffentlichung: 20. Juli 2012 mit Pnau |                                                                                      |
| 2013 | Home Again The Diving Board                                                                       | — | — | — | — | — | A. C.14 (20 Wo.)A. C. | Erstveröffentlichung: 24. Juni 2013 |                                                                                      |
| 2014 | Can’t Stay Alone Tonight The Diving Board                                                         | — | — | — | — | — | A. C.18 (8 Wo.)A. C. | Erstveröffentlichung: März 2014 |                                                                                      |
| 2015 | Looking Up Wonderful Crazy Night                                                                  | — | — | — | — | — | A. C.12 (17 Wo.)A. C. | Erstveröffentlichung: 22. Oktober 2015 |                                                                                      |
| 2016 | A Good Heart Wonderful Crazy Night                                                                | — | — | — | — | — | A. C.17 (11 Wo.)A. C. | Erstveröffentlichung: 25. Mai 2016 |                                                                                      |
| 2019 | (I’m Gonna) Love Me Again Rocketman: Music from the Motion Picture                                | — | — | — | — | — | A. C.12 (20 Wo.)A. C. | Erstveröffentlichung: 16. Mai 2019 mit Taron Egerton |                                                                                      |
| 2021 | It’s a Sin The Lockdown Sessions                                                                  | — | — | — | UK47 (3 Wo.)UK | — | — | Erstveröffentlichung: 11. Mai 2021 mit Years & Years |                                                                                      |
| 2021 | Cold Heart (Pnau Remix) The Lockdown Sessions                                                     | DE3 ×3Dreifachgold · (79 Wo.)DE | AT3 ×4Vierfachplatin · (67 Wo.)AT | CH4 Gold · (129 Wo.)CH | UK1 ×4Vierfachplatin · (70 Wo.)UK | US7 ×4Vierfachplatin · (52 Wo.)US | A. C.1 (70 Wo.)A. C. | Erstveröffentlichung: 13. August 2021 feat. Dua Lipa |                                                                                      |
| 2021 | After All The Lockdown Sessions                                                                   | — | — | — | — | — | — | Erstveröffentlichung: 22. September 2021 mit Charlie Puth |                                                                                      |
| 2021 | Finish Line The Lockdown Sessions                                                                 | — | — | — | — | — | — | Erstveröffentlichung: 30. September 2021 mit Stevie Wonder |                                                                                      |
| 2021 | Merry Christmas The Lockdown Sessions (Christmas Edition) • = (Christmas Edition)                 | DE4 Gold · (22 Wo.)DE | AT4 ×2Doppelplatin · (18 Wo.)AT | CH1 Platin · (19 Wo.)CH | UK1 Platin · (20 Wo.)UK | US38 Gold · (8 Wo.)US | A. C.1 (5 Wo.)A. C. | Erstveröffentlichung: 3. Dezember 2021 mit Ed Sheeran |                                                                                      |
| 2022 | Hold Me Closer The Lockdown Sessions (Re-issue)                                                   | DE31 (17 Wo.)DE | AT23 Platin · (15 Wo.)AT | CH7 Gold · (18 Wo.)CH | UK3 Platin · (13 Wo.)UK | US6 Platin · (20 Wo.)US | A. C.4 (52 Wo.)A. C. | Erstveröffentlichung: 26. August 2022 mit Britney Spears |                                                                                      |
| 2024 | Never Too Late Who Believes In Angels?                                                            | — | — | — | UK47 (2 Wo.)UK | — | — | Erstveröffentlichung: 15. November 2024 mit Brandi Carlile |                                                                                      |
| 2025 | Who Believes In Angels?                                                                           | — | — | — | — | — | — | Erstveröffentlichung: 7. Februar 2025 mit Brandi Carlile |                                                                                      |

grau schraffiert: keine Chartdaten aus diesem Jahr verfügbar

### Als Gastmusiker
| Jahr | Titel Album                                            | Höchstplatzierung, Gesamtwochen, AuszeichnungChartplatzierungen (Jahr, Titel, Album, Platzierungen, Wochen, Auszeichnungen, Anmerkungen) | Höchstplatzierung, Gesamtwochen, AuszeichnungChartplatzierungen (Jahr, Titel, Album, Platzierungen, Wochen, Auszeichnungen, Anmerkungen) | Höchstplatzierung, Gesamtwochen, AuszeichnungChartplatzierungen (Jahr, Titel, Album, Platzierungen, Wochen, Auszeichnungen, Anmerkungen) | Höchstplatzierung, Gesamtwochen, AuszeichnungChartplatzierungen (Jahr, Titel, Album, Platzierungen, Wochen, Auszeichnungen, Anmerkungen) | Höchstplatzierung, Gesamtwochen, AuszeichnungChartplatzierungen (Jahr, Titel, Album, Platzierungen, Wochen, Auszeichnungen, Anmerkungen) | Höchstplatzierung, Gesamtwochen, AuszeichnungChartplatzierungen (Jahr, Titel, Album, Platzierungen, Wochen, Auszeichnungen, Anmerkungen) | Anmerkungen |
| Jahr | Titel Album                                            | DE | AT | CH | UK | US | A. C. | Anmerkungen |
| --- | ------------------------------------------------------ | --- | --- | --- | --- | --- | --- | --- |
| 1985 | That’s What Friends Are For –                          | DE36 (11 Wo.)DE | — | CH11 (8 Wo.)CH | UK16 (9 Wo.)UK | US1 (23 Wo.)US | A. C.1 (22 Wo.)A. C. | Erstveröffentlichung: Oktober 1985 als Dionne & Friends (Dionne Warwick mit Elton John, Gladys Knight und Stevie Wonder) Original: Rod Stewart (Film: Nightshift); Benefizsingle zu Gunsten der AIDS-Forschung |
| 1987 | Flames of Paradise Heart over Mind                     | DE8 (14 Wo.)DE | — | CH7 (9 Wo.)CH | UK59 (3 Wo.)UK | US36 (13 Wo.)US | A. C.32 (4 Wo.)A. C. | Erstveröffentlichung: 1987 Jennifer Rush mit Elton John |
| 2002 | Sorry Seems to Be the Hardest Word One Love            | DE3 (18 Wo.)DE | AT4 (21 Wo.)AT | CH3 Gold · (24 Wo.)CH | UK1 Gold · (17 Wo.)UK | — | — | Erstveröffentlichung: 9. Dezember 2002 Blue feat. Elton John |
| 2005 | Ghetto Gospel Loyal to the Game                        | DE3 Gold · (21 Wo.)DE | AT3 (31 Wo.)AT | CH7 (21 Wo.)CH | UK1 Platin · (39 Wo.)UK | — | — | Erstveröffentlichung: 25. April 2005 2Pac feat. Elton John |
| 2005 | Dreamland Intersections (1985–2005)                    | — | — | — | — | — | A. C.23 (16 Wo.)A. C. | Erstveröffentlichung: 2005 Bruce Hornsby feat. Elton John |
| 2008 | Joseph, Better You Than Me –                           | — | AT64 (2 Wo.)AT | — | — | — | — | Erstveröffentlichung: 16. Dezember 2008 The Killers feat. Elton John & Neil Tennant |
| 2009 | Tiny Dancer (Hold Me Closer) No Point in Wasting Tears | — | — | — | UK3 Silber · (9 Wo.)UK | — | — | Erstveröffentlichung: 27. April 2009 Ironik feat. Chipmunk & Elton John |
| 2010 | All of the Lights My Beautiful Dark Twisted Fantasy    | DE— GoldDE | AT68 (1 Wo.)AT | CH46 (8 Wo.)CH | UK15 ×2Doppelplatin · (26 Wo.)UK | US18 ×7Siebenfachplatin · (25 Wo.)US | — | Erstveröffentlichung: 25. November 2010 Verkäufe: + 8.667.500; Kanye West feat. Various Artists |
| 2014 | Face To Face Since I Saw You Last                      | — | — | — | UK69 (2 Wo.)UK | — | — | Erstveröffentlichung: 20. Januar 2014 Gary Barlow feat. Elton John |
| 2021 | Sausage Rolls for Everyone –                           | — | — | — | UK1 (2 Wo.)UK | — | — | Erstveröffentlichung: 17. Dezember 2021 LadBaby feat. Ed Sheeran & Elton John |
| Folgende Lieder erschienen nicht als Single, wurden aber durch das Album zum Download und Streaming bereitgestellt und konnten somit eine Platzierung erlangen: |                                                        | | | | | | | |
| |                                                        | | | | | | | |
| 2021 | One of Me Montero / The Lockdown Sessions              | — | — | — | — | US88 (1 Wo.)US | — | Charteinstieg: 2. Oktober 2021 Lil Nas X feat. Elton John |

## Videoalben
| Jahr | Titel                                    | Höchstplatzierung, Gesamtwochen, AuszeichnungChartplatzierungen (Jahr, Titel, Platzierungen, Wochen, Auszeichnungen, Anmerkungen) | Höchstplatzierung, Gesamtwochen, AuszeichnungChartplatzierungen (Jahr, Titel, Platzierungen, Wochen, Auszeichnungen, Anmerkungen) | Höchstplatzierung, Gesamtwochen, AuszeichnungChartplatzierungen (Jahr, Titel, Platzierungen, Wochen, Auszeichnungen, Anmerkungen) | Höchstplatzierung, Gesamtwochen, AuszeichnungChartplatzierungen (Jahr, Titel, Platzierungen, Wochen, Auszeichnungen, Anmerkungen) | Höchstplatzierung, Gesamtwochen, AuszeichnungChartplatzierungen (Jahr, Titel, Platzierungen, Wochen, Auszeichnungen, Anmerkungen) | Anmerkungen                             |
| Jahr | Titel                                    | DE | AT | CH | UK | US | Anmerkungen                             |
| ---- | ---------------------------------------- | --- | --- | --- | --- | --- | --------------------------------------- |
| 1995 | Love Songs                               | — | — | — | UK13 (15 Wo.)UK | — |                                         |
| 2000 | One Night Only – The Greatest Hits       | — | — | — | UK28 (19 Wo.)UK | — | Erstveröffentlichung: 21. November 2000 |
| 2002 | Live in Barcelona                        | — | — | — | UK35 (5 Wo.)UK | — |                                         |
| 2004 | Dream Ticket                             | — | — | — | UK14 (8 Wo.)UK | — |                                         |
| 2007 | Elton 60 – Live at Madison Square Garden | — | — | — | UK4 (9 Wo.)UK | — | Erstveröffentlichung: 2. Oktober 2007   |
| 2008 | The Red Piano                            | — | — | — | UK13 (8 Wo.)UK | — |                                         |
| 2017 | The Million Dollar Piano                 | — | — | CH6 (4 Wo.)CH | UK2 (57 Wo.)UK | — |                                         |

## Boxsets
| Jahr | Titel                                       | Höchstplatzierung, Gesamtwochen, AuszeichnungChartplatzierungen (Jahr, Titel, Platzierungen, Wochen, Auszeichnungen, Anmerkungen) | Höchstplatzierung, Gesamtwochen, AuszeichnungChartplatzierungen (Jahr, Titel, Platzierungen, Wochen, Auszeichnungen, Anmerkungen) | Höchstplatzierung, Gesamtwochen, AuszeichnungChartplatzierungen (Jahr, Titel, Platzierungen, Wochen, Auszeichnungen, Anmerkungen) | Höchstplatzierung, Gesamtwochen, AuszeichnungChartplatzierungen (Jahr, Titel, Platzierungen, Wochen, Auszeichnungen, Anmerkungen) | Höchstplatzierung, Gesamtwochen, AuszeichnungChartplatzierungen (Jahr, Titel, Platzierungen, Wochen, Auszeichnungen, Anmerkungen) | Anmerkungen                             |
| Jahr | Titel                                       | DE | AT | CH | UK | US | Anmerkungen                             |
| ---- | ------------------------------------------- | --- | --- | --- | --- | --- | --------------------------------------- |
| 2020 | Elton: Jewel Box Rocket Entertainment (UMG) | DE24 (1 Wo.)DE | AT64 (1 Wo.)AT | CH35 (1 Wo.)CH | UK68 (1 Wo.)UK | — | Erstveröffentlichung: 13. November 2020 |

## Statistik

### Chartauswertung
|                     | DE     | AT     | CH     | UK     | US     |
| ------------------- | ------ | ------ | ------ | ------ | ------ |
| Nummer-eins-Alben   | DE2DE  | AT5AT  | CH8CH  | UK10UK | US8US  |
| Top-10-Alben        | DE15DE | AT15AT | CH18CH | UK34UK | US23US |
| Alben in den Charts | DE42DE | AT28AT | CH31CH | UK49UK | US50US |

|                       | DE     | AT     | CH     | UK     | US     | A. C.        |
| --------------------- | ------ | ------ | ------ | ------ | ------ | ------------ |
| Nummer-eins-Singles   | DE2DE  | AT1AT  | CH6CH  | UK10UK | US9US  | A. C.17A. C. |
| Top-10-Singles        | DE12DE | AT13AT | CH20CH | UK37UK | US29US | A. C.43A. C. |
| Singles in den Charts | DE55DE | AT31AT | CH38CH | UK94UK | US72US | A. C.75A. C. |

|                          | DE    | AT    | CH    | UK    | US    |
| ------------------------ | ----- | ----- | ----- | ----- | ----- |
| Nummer-eins-Videoalben   | DE—DE | AT—AT | CH—CH | UK—UK | US—US |
| Top-10-Videoalben        | DE—DE | AT—AT | CH1CH | UK2UK | US—US |
| Videoalben in den Charts | DE—DE | AT—AT | CH1CH | UK7UK | US—US |

### Auszeichnungen für Musikverkäufe
| Land/RegionAuszeichnungen für Musikverkäufe (Land/Region, Auszeichnungen, Verkäufe, Quellen) | Silber       | Gold         | Platin         | Diamant       | Verkäufe     | Quellen |
| -------------------------------------------------------------------------------------------- | ------------ | ------------ | -------------- | ------------- | ------------ | --- |
| Argentinien (CAPIF)                                                                          | —            | —            | 4× Platin4     | —             | 188.000      | capif.org.ar (Memento vom 6. Juli 2011 im Internet Archive) AR2 (Memento vom 31. Mai 2011 im Internet Archive) |
| Australien (ARIA)                                                                            | —            | 11× Gold11   | 89× Platin89   | —             | 6.227.500    | aria.com.au |
| Belgien (BRMA)                                                                               | —            | 7× Gold7     | 14× Platin14   | —             | 910.000      | ultratop.be |
| Brasilien (PMB)                                                                              | —            | 11× Gold11   | 5× Platin5     | 3× Diamant3   | 1.610.000    | pro-musicabr.org.br                                                                                            |
| Chile (IFPI)                                                                                 | —            | —            | Platin1        | —             | 25.000       | Einzelnachweise                                                                                                |
| Dänemark (IFPI)                                                                              | —            | 10× Gold10   | 19× Platin19   | —             | 1.815.000    | ifpi.dk |
| Deutschland (BVMI)                                                                           | —            | 13× Gold13   | 18× Platin18   | —             | 11.800.000   | musikindustrie.de                                                                                              |
| Europa (IFPI)                                                                                | —            | —            | 20× Platin20   | —             | (20.000.000) | ifpi.org (Memento vom 1. Januar 2014 im Internet Archive)                                                      |
| Finnland (IFPI)                                                                              | —            | 3× Gold3     | 5× Platin5     | —             | 302.481      | ifpi.fi |
| Frankreich (SNEP)                                                                            | 4× Silber4   | 15× Gold15   | 9× Platin9     | 3× Diamant3   | 7.464.333    | infodisc.fr snepmusique.com                                                                                    |
| Griechenland (IFPI)                                                                          | —            | —            | 3× Platin3     | —             | 60.000       | Einzelnachweise                                                                                                |
| Hongkong (IFPI/HKRIA)                                                                        | —            | Gold1        | 3× Platin3     | —             | 70.000       | ifpihk.org |
| Indonesien (ASIRI)                                                                           | —            | 2× Gold2     | —              | —             | 50.000       | Einzelnachweise                                                                                                |
| Irland (IRMA)                                                                                | —            | —            | Platin1        | —             | 15.000       | irishcharts.ie                                                                                                 |
| Italien (FIMI)                                                                               | —            | 10× Gold10   | 14× Platin14   | —             | 3.020.000    | fimi.it |
| Japan (RIAJ)                                                                                 | —            | 7× Gold7     | 5× Platin5     | —             | 1.250.000    | riaj.or.jp |
| Kanada (MC)                                                                                  | —            | 13× Gold13   | 51× Platin51   | 3× Diamant3   | 8.173.000    | musiccanada.com                                                                                                |
| Mexiko (AMPROFON)                                                                            | —            | 4× Gold4     | 2× Platin2     | —             | 650.000      | amprofon.com.mx                                                                                                |
| Neuseeland (RMNZ)                                                                            | —            | 6× Gold6     | 118× Platin118 | —             | 2.607.500    | aotearoamusiccharts.co.nz NZ2 (Memento vom 24. Juli 2011 im Internet Archive) NZ3 NZ4                          |
| Niederlande (NVPI)                                                                           | —            | 6× Gold6     | 13× Platin13   | —             | 1.405.000    | nvpi.nl |
| Norwegen (IFPI)                                                                              | —            | Gold1        | 22× Platin22   | —             | 835.000      | ifpi.no NO2 (Memento vom 5. November 2012 im Internet Archive)                                                 |
| Österreich (IFPI)                                                                            | —            | 8× Gold8     | 24× Platin24   | —             | 1.437.500    | ifpi.at |
| Polen (ZPAV)                                                                                 | —            | 2× Gold2     | 6× Platin6     | Diamant1      | 690.000      | olis.pl |
| Portugal (AFP)                                                                               | —            | —            | 7× Platin7     | —             | 100.000      | Einzelnachweise                                                                                                |
| Russland (NFPF)                                                                              | —            | —            | Platin1        | —             | 20.000       | 2m-online.ru                                                                                                   |
| Schweden (IFPI)                                                                              | —            | 6× Gold6     | 14× Platin14   | —             | 1.030.000    | sverigetopplistan.se ifpi.se                                                                                   |
| Schweiz (IFPI)                                                                               | —            | 13× Gold13   | 27× Platin27   | —             | 1.563.000    | hitparade.ch                                                                                                   |
| Spanien (Promusicae)                                                                         | —            | Gold1        | 31× Platin31   | —             | 2.290.000    | elportaldemusica.es ES2 ES3                                                                                    |
| Südafrika (RISA)                                                                             | —            | —            | Platin1        | —             | 50.000       | Einzelnachweise                                                                                                |
| Taiwan (RIT)                                                                                 | —            | —            | 2× Platin2     | —             | 100.000      | Einzelnachweise                                                                                                |
| Tschechien (IFPI)                                                                            | —            | —            | 7× Platin7     | —             | 28.000       | Einzelnachweise                                                                                                |
| Ungarn (MAHASZ)                                                                              | —            | Gold1        | —              | —             | 25.000       | slagerlistak.hu                                                                                                |
| Vereinigte Staaten (RIAA)                                                                    | —            | 26× Gold26   | 133× Platin133 | 3× Diamant3   | 162.008.000  | riaa.com |
| Vereinigtes Königreich (BPI)                                                                 | 25× Silber25 | 21× Gold21   | 82× Platin82   | —             | 53.111.000   | bpi.co.uk |
| Insgesamt                                                                                    | 29× Silber29 | 198× Gold198 | 751× Platin751 | 13× Diamant13 |              | |